# 西昌站
西昌站（羅馬化：Op Rro Zhap /ʊ˨˩dʐʊ˧ t͡ʂâ/）是一个成昆线上的铁路车站，位于四川省凉山彝族自治州西昌市马道街道（原小庙乡）袁家山村迎宾路6号，建于1970年，目前为成都铁路局西昌车务段下辖的三等站，邮政编码为615000。目前客运：办理旅客乘降；行李、包裹托运，不办理货运业务。

## 车站结构

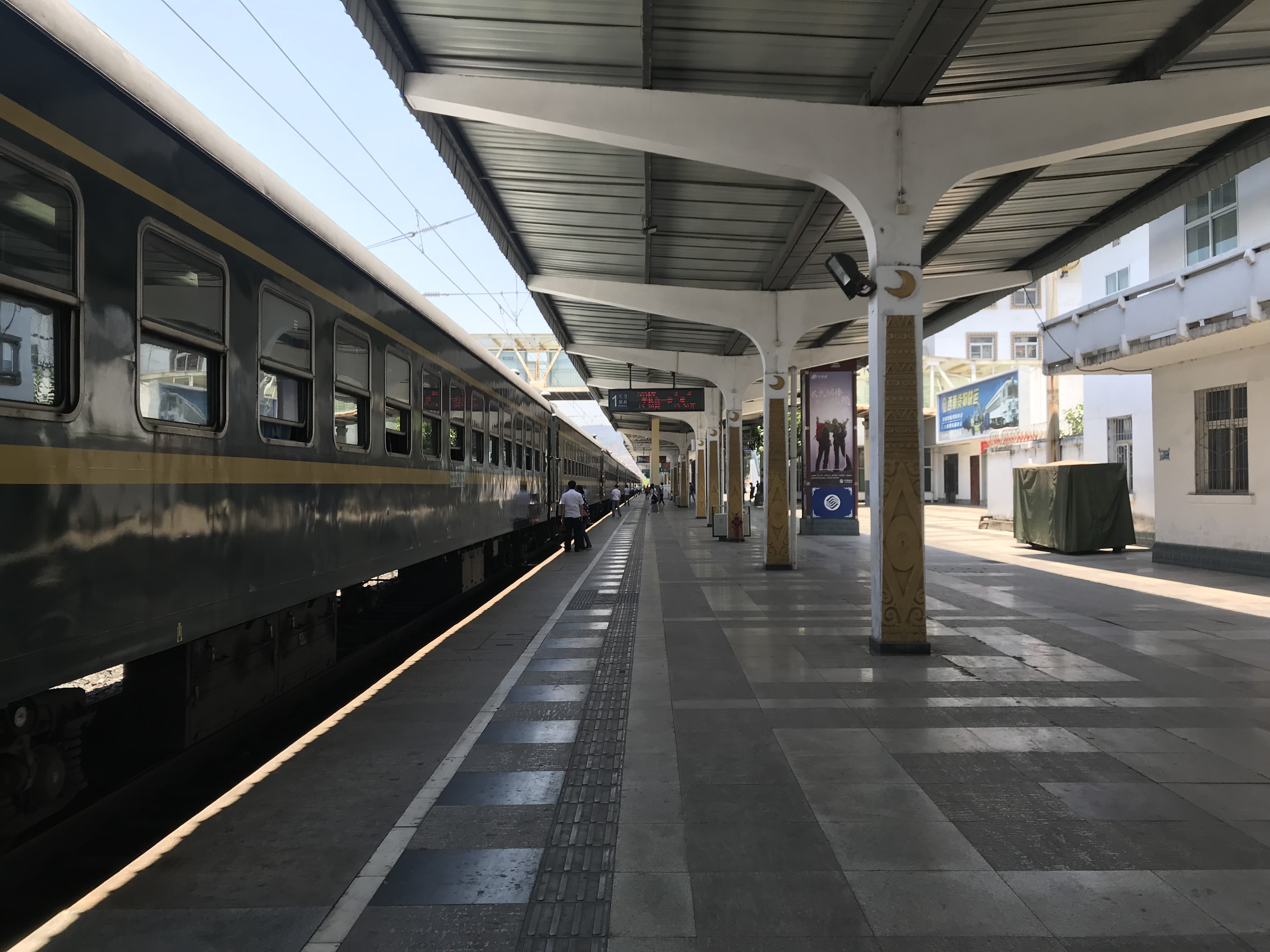
1站台

### 站房
西昌站目前使用的站房建于1997年，1998年8月5日竣工。站房面积7295平方米，其中售票处设有4个售票窗口:206，另设有若干自助售取票机；候车室面积1042平方米:13,15,530。候车室检票口上方设有14.6×6米的壁画《凉山情》，由当地彝族艺术家列索阿格创作，描绘了彝族火把节的盛况。

### 站场
西昌站站场设有1条正线、4条到发线和1条货运线:384，设有侧式站台和岛式站台各一座:206。车站昆明端东侧设有木专线和大修线，西侧则为供电段和接触网工区。
| 货运线   | 成昆铁路货车  |
| 到发线   | 成昆铁路 列车 |
| 到发线   | 成昆铁路 列车 |
| 3站台    | 成昆铁路列车  |
| 岛式站台 |               |
| 2站台    | 成昆铁路 正线 |
| 1站台    | 成昆铁路列车  |
| 侧式站台 |               |